# Mehmet Husnu
Mehmet Husnu (* 25. Juli 1972 auf der Insel Zypern) ist ein ehemaliger zypriotischer Snookerspieler, der mit zwei Unterbrechungen von 1991 bis 2004 Profispieler war. In dieser Zeit erreichte er das Finale der Benson and Hedges Championship 2002. Als sechzehntem Spieler der Geschichte gelang ihm ein offiziell anerkanntes Maximum Break, was er beim China International 1999 spielte. Es war das 24. offiziell anerkannte 147er der Geschichte.

## Karriere
Husnu kommt aus einer zyperntürkischen Familie. Er wurde auf der Insel Zypern geboren, verbrachte aber seine Kindheit in England. Sein Vater arbeitete als Busfahrer und Husnu, der ihn regelmäßig zur Arbeit begleitete, lernte das Snooker in einem Freitraum im Busdepot kennen. Bereits als Jugendlicher gelangen ihm erste Century Breaks. Danach trainierte er regelmäßig in Tooting und West Norwood. Auch während seiner Karriere lebte er in Sydenham im Süden Londons. Sein Trainingsort war ein Snookerclub in Mansfield. Husnu wurde 1991 Profispieler mit der Öffnung der Profitour Profispieler. Trotz generell eher schlechter Ergebnisse sorgte eine Teilnahme an der Runde der letzten 32 der European Open 1992 dafür, dass er nach nur einer Saison bereits auf Platz 97 der Snookerweltrangliste geführt wurde. Auch wenn sich mit der nächsten Saison die Ergebnisse etwas besserten und Husnu bei den Welsh Open 1993 erneut eine Runde der letzten 32 erreichte, rutschte er nach nur einer Saison auf Platz 133 ab. Dieser Abwärtstrend setzte sich danach fort, als Husnu in den folgenden zwei Spielzeiten bei den wichtigen Turnieren kaum ein Spiel gewinnen konnte. Deshalb fand er sich Mitte 1995 auf Platz 208 der Weltrangliste wieder. Danach verbesserten sich Husnus Ergebnisse aber langsam wieder und der Zypriote erreichte bei den International Open 1997 mal wieder eine Hauptrunde, wodurch sich seine Weltranglistenposition binnen der nächsten beiden Saisons langsam erholte und Husnu deshalb Mitte 1997 auf Platz 145 geführt wurde.
Es folgte aber eine Modusänderung, durch die Husnu seinen Startplatz verlor. Die Chance, sich für diesen Platz wieder zu qualifizieren, verpasste er anschließend bei der WPBSA Qualifying School. Aus diesem Grund konnte er in der nächsten Saison nur auf der UK Tour spielen. Dort erreichte er immerhin ein Achtelfinale. So kehrte er nach nur einer Saison Abstinenz wieder auf die (erstklassige) Profitour zurück. Danach verbesserten sich seine Ergebnisse aber nur bedingt. Nichtsdestotrotz verschaffte sich Husnu einen Platz in den Geschichtsbüchern des Sportes, als er in der Qualifikation zum China International 1999 ein Maximum Break spielte. Auf der Weltrangliste nun um Platz 110 herum zu finden, musste er bereits in der Saison 2001/02 mit der Challenge Tour vorlieb nehmen, ehe er in der Saison 2002/03 offiziell auch nicht mehr als Profispieler geführt wurde und gänzlich auf der Challenge Tour spielen musste.
Diese Saison auf der Challenge Tour verlief durchaus erfolgreich, denn Husnu erreichte immerhin ein Viertelfinale. Darüber hinaus zog er bei der Benson and Hedges Championship 2002 – eines der wenigen Profiturnieren, an denen er als Challenge-Tour-Spieler teilnehmen durfte – ins Finale ein. Auch wenn er dort gegen Mark Davis verlor, kehrte er zur Saison 2003/04 gänzlich auf die Profitour zurück. Seinen Achtungserfolg konnte er aber nicht mal im Ansatz wiederholen, vielmehr verlor Husnu fast immer sehr früh. Nur auf Platz 117 geführt, verlor er seinen Profistatus nach nur einer Saison wieder. Danach versuchte er nochmal sein Glück auf der Challenge Tour, die Wiederqualifikation für die Profitour misslang ihm aber trotz einer Halbfinalteilnahme. 2005 zog er sich weitgehend, nach der Qualifikation der Snookerweltmeisterschaft 2006 endgültig vom Profisnooker zurück.
Husnu ist verheiratet und Vater eines Kindes.

## Erfolge
| Ausgang       | Jahr | Turnier                        | Finalgegner | Ergebnis |
| ------------- | ---- | ------------------------------ | ----------- | -------- |
| Profiturniere |      |                                |             |          |
| Zweiter       | 2002 | Benson and Hedges Championship | Mark Davis  | 6:9      |